# Roadeș
Roadeș (deutsch Radeln, ungarisch Rádos) ist ein Dorf im Kreis Brașov in der Region Siebenbürgen in Rumänien. Es ist Teil der Gemeinde Bunești (Bodendorf).

## Geographische Lage

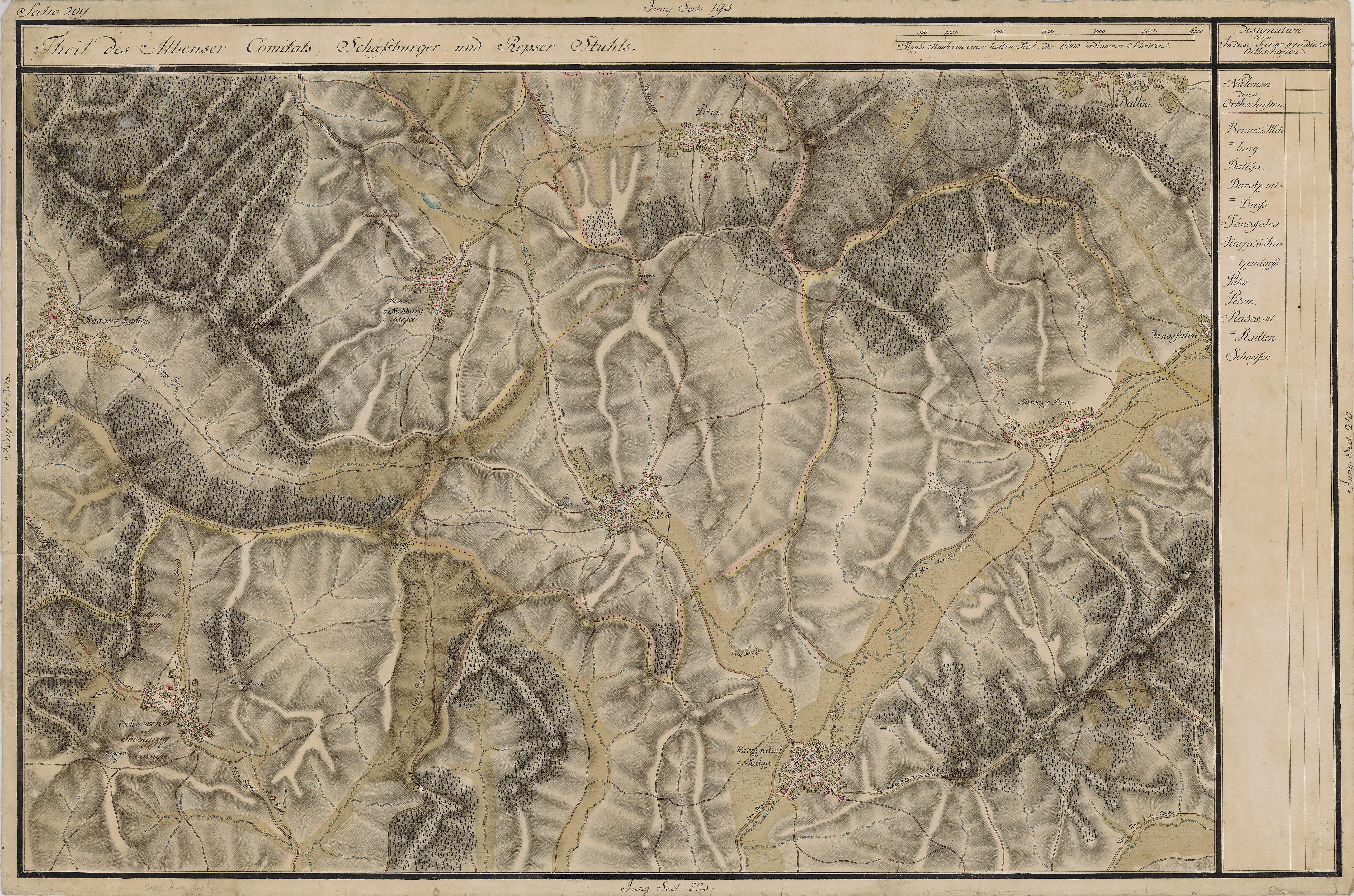
Radeln in der Josephinischen Landaufnahme von 1769 bis 1773.

Der von deutschen Siedlern gegründete Ort liegt im Osten des sogenannten Königsbodens, jenes bis 1867 bestehenden Selbstverwaltungsgebietes der Siebenbürger Sachsen nahe dem Szeklerland. Am Bach Valea Scroafei (Saubach) und der Dorfstraße (drum comunal) DC 29, befindet sich der Ort viereinhalb Kilometer nordöstlich vom Gemeindesitz entfernt.

## Geschichte
Roadeș wurde erstmals 1356 urkundlich erwähnt. Radeln gehörte zum Schäßburger Stuhl, mit dem Verwaltungssitz im heutigen Sighișoara (Schäßburg), kirchlich zum Keisder Kapitel. Eine den beiden Johannes gewidmete gotische Saalkirche lässt sich auf das 14. Jahrhundert datieren. Ab 1504 wurde sie zur Wehrkirche mit ovaler Ringmauer und fünf Wehrtürmen sowie einer Vorburg ausgebaut. Nach der Zerstörung des Kirchturms durch die Türken wurde sein Rumpf mit einem Steinmantel ummauert und als Bergfried eingerichtet. In der Kirche fand um 1530 die Aufstellung eines Flügelaltars aus der Schule der Söhne des Veit Stoß, die in Schäßburg wirkten und mehrere Flügelaltäre für siebenbürgische Kirchen produziert hatten, statt. Im Altarschrein fanden Johannes der Täufer und Johannes der Evangelist, die wohl bedeutendsten spätgotischen Plastiken Siebenbürgens, ihre Aufstellung.
Die Altartafeln wurden 1998 aus dem Altar gestohlen und nach Ungarn verbracht, wo sie bis auf eine Altartafel vom Interpol wieder aufgespürt wurden. Nach der Restaurierung stellte man sie in der Johanniskirche Hermannstadts auf.
Seit 2009 ist die Peter-Maffay-Stiftung in Roadeș aktiv und hat im ehemaligen evangelischen Pfarrhaus der Gemeinde eine Kindererholungsstätte eingerichtet. Nach unterschiedlichen Angaben sollen die Renovierungsarbeiten der Kirchenburg, des Pfarrhauses, der Remise und des Backhauses etwa eineinhalb oder drei Millionen Euro betragen. Weitere deutsche Stiftungen bemühen sich um die Revitalisierung des Ortes. Auch die britische Stiftung Mihai-Eminescu-Trust engagiert sich zusammen mit der ortsansässigen Bevölkerung um den Erhalt einzelner Bauernhäuser und des historischen Ortsbildes.
Am 14. Februar 2016 (ca. 16:40 Uhr) ist ein Teil des Kirchturms entlang eines Risses an der Südwand eingestürzt.

## Bevölkerung
Um 1500 sind 58 Wirte (Hausbesitzer), ein Schulmeister und drei Hirten nachgewiesen. Anfang des 17. Jahrhunderts erhielt die Gemeinde Zuwachs aus dem benachbarten Zoltendorf (Mihai Viteazu), das nach Krieg und Pest aufgegeben wurde.
| 1850 | 722 | 158 | 1  | 479 | 84 |
| 1920 | 747 | 257 | 2  | 488 | -  |
| 1941 | 748 | 135 | 9  | 505 | 99 |
| 1977 | 454 | 74  | 4  | 296 | 80 |
| 1992 | 269 | 120 | 32 | 40  | 77 |
| 2002 | 287 | 218 | 16 | 39  | 14 |
| 2011 | 283 | 147 | 37 | 31  | 68 |

Die siebenbürgisch-sächsischen Bewohner wanderten im Zuge der forcierten Industrialisierung während der kommunistischen Herrschaft in Rumänien in die nahen Industriezentren ab. Insbesondere ab den 1970er Jahren und nach 1989 wanderten sie nahezu vollständig in die Bundesrepublik Deutschland aus. Die Bewohnerschaft setzte sich 2002 aus 218 Rumänen, 39 Siebenbürger Sachsen, 16 Magyaren und 13 Roma zusammen.